# Copa Libertadores da América de 2017
A Copa Libertadores da América de 2017, oficialmente CONMEBOL Libertadores Bridgestone 2017 por questões de patrocínio, foi a 58.ª edição da competição de futebol realizada anualmente pela Confederação Sul-Americana de Futebol (CONMEBOL). Participaram clubes das dez associações sul-americanas.
O Grêmio, do Brasil, sagrou-se campeão pela terceira vez ao derrotar o Lanús, da Argentina, em ambos os jogos da final, sendo por 1–0 na ida em Porto Alegre e 2–1 na volta em Lanús. Por ser campeão desta edição, participou da Copa do Mundo de Clubes da FIFA de 2017, como representante da CONMEBOL. Além disso, disputou a Recopa Sul-Americana de 2018, contra o clube vencedor da Copa Sul-Americana de 2017.

## Mudanças
A partir desta edição o torneio passou a ocorrer durante toda a temporada (de 23 de janeiro a 29 de novembro), contando assim com 42 semanas, ao invés de 27, como na edição passada. Além disso, houve um acréscimo de seis participantes em relação às edições anteriores, que consequentemente alterou as vagas de alguns países. O Brasil ganhou mais duas vagas, enquanto Argentina, Chile e Colômbia ficaram com uma vaga a mais cada. Outra possível mudança, que levantava a possibilidade de a final passar a ser disputada em jogo único e campo neutro, não foi implementada em 2017.
O novo formato da Libertadores, entretanto, inviabilizou a participação dos times do México na competição por conta das diferenças com o calendário do futebol local. Os clubes mexicanos não participaram do torneio pela primeira vez desde a edição de 1998. Tijuana, América e Chivas Guadalajara estavam classificados para essa edição e representariam o país no torneio. Em 19 participações, três times do México chegaram a decisão da Libertadores, em 2001 com o Cruz Azul, em 2010 com o Guadalajara e em 2015 com o Tigres UANL, mas nenhum deles conquistou o título. Com a desistência dos mexicanos, a CONMEBOL ampliou novamente o número de participantes da Libertadores, de 44 para 47. Assim, foi criada mais uma fase preliminar com clubes de Bolívia, Equador, Paraguai, Peru, Uruguai e Venezuela, que ganharam mais uma vaga cada um.
Além disso, dez times eliminados na competição foram transferidos para a Copa Sul-Americana do mesmo ano – o terceiro colocado de cada grupo, somados aos dois melhores times eliminados na terceira fase preliminar – sendo que esta competição passou a ser disputada entre julho e dezembro por esses dez e mais 22 times. Além do atual campeão do torneio, o campeão da Copa Sul-Americana passou a ter vaga direta a fase de grupos, sem passar pelas três primeiras fases.

## Formato de disputa
A competição iniciou-se em janeiro, com a disputa da primeira fase por seis times, que disputaram três vagas em jogos eliminatórios de ida e volta. Estas três equipes passaram a disputar com mais 13 equipes a segunda fase, na qual foram destinadas oito vagas para a próxima fase, em jogos de ida e volta. As oito equipes restantes disputaram quatro partidas de ida e volta, sendo destinadas quatro vagas para a fase de grupos. Durante estas três fases, em caso de empate no placar agregado, a regra do gol fora de casa seria considerada e, persistindo a igualdade, a vaga seria definida na disputa por pênaltis. Todos os confrontos foram definidos por sorteio.
Na fase de grupos, as equipes foram separadas por um sorteio, realizado no dia 21 de dezembro em Luque. Este sorteio determinou a posição das 28 equipes mais as quatro equipes classificadas da terceira fase em oito grupos. As partidas foram disputadas no formato de todos contra todos e turno e returno, totalizando seis partidas por equipe. Classificaram-se para a fase final as duas melhores equipes de cada grupo. Em caso de empate na classificação final, seriam adotados os seguintes critérios:
1. Pontos ganhos;
2. Saldo de gols;
3. Gols marcados;
4. Gols marcados como visitante;
5. Posição no Ranking da CONMEBOL;

Para as oitavas de final, outro sorteio foi realizado, onde os primeiros colocados enfrentariam os segundos colocados de cada grupo. Para as oitavas, quartas, semifinais e final, foram realizada partidas de ida e volta, onde o mando de campo do segundo jogo seria da equipe com melhor desempenho na fase de grupos. Nestas fases, exceto na final, assim como nas três primeiras, em caso de empate no placar agregado, a regra do gol fora de casa seria considerada e, persistindo a igualdade, a vaga seria definida na disputa por pênaltis. Na final, em caso de igualdade no placar, o campeão seria definido diretamente na disputa por pênaltis.
O campeão da competição receberia o direito de participar da Copa do Mundo de Clubes da FIFA de 2017 e da Recopa Sul-Americana de 2018, além de já ter uma vaga garantida na fase de grupos da edição seguinte.

## Equipes classificadas
| País                                          | Equipe                  | Classificação                                             | Fase           |
| --------------------------------------------- | ----------------------- | --------------------------------------------------------- | -------------- |
| Argentina · (6 vagas)                         | Lanús                   | Campeão do Campeonato Argentino 2016                      | Fase de grupos |
| Argentina · (6 vagas)                         | San Lorenzo             | Vice-campeão do Campeonato Argentino 2016                 | Fase de grupos |
| Argentina · (6 vagas)                         | Estudiantes             | 3º colocado do Campeonato Argentino 2016                  | Fase de grupos |
| Argentina · (6 vagas)                         | Godoy Cruz              | 4º colocado do Campeonato Argentino 2016                  | Fase de grupos |
| Argentina · (6 vagas)                         | River Plate             | Campeão da Copa Argentina 2016                            | Fase de grupos |
| Argentina · (6 vagas)                         | Atlético Tucumán        | 5º colocado do Campeonato Argentino 2016                  | Segunda fase   |
| Bolívia · (4 vagas)                           | Sport Boys              | Campeão do Torneo Apertura 2015                           | Fase de grupos |
| Bolívia · (4 vagas)                           | Jorge Wilstermann       | Campeão do Torneo Clausura 2016                           | Fase de grupos |
| Bolívia · (4 vagas)                           | The Strongest           | Melhor pontuação na temporada 2015–16                     | Segunda fase   |
| Bolívia · (4 vagas)                           | Universitario de Sucre  | 2ª melhor pontuação na temporada 2015–16                  | Primeira fase  |
| Brasil · (7 vagas + campeão da Sul-Americana) | Chapecoense             | Campeã da Copa Sul-Americana 2016                         | Fase de grupos |
| Brasil · (7 vagas + campeão da Sul-Americana) | Palmeiras               | Campeão do Campeonato Brasileiro Série A 2016             | Fase de grupos |
| Brasil · (7 vagas + campeão da Sul-Americana) | Grêmio                  | Campeão da Copa do Brasil 2016                            | Fase de grupos |
| Brasil · (7 vagas + campeão da Sul-Americana) | Santos                  | Vice-campeão do Campeonato Brasileiro Série A 2016        | Fase de grupos |
| Brasil · (7 vagas + campeão da Sul-Americana) | Flamengo                | 3º colocado no Campeonato Brasileiro Série A 2016         | Fase de grupos |
| Brasil · (7 vagas + campeão da Sul-Americana) | Atlético Mineiro        | 4º colocado no Campeonato Brasileiro Série A 2016         | Fase de grupos |
| Brasil · (7 vagas + campeão da Sul-Americana) | Botafogo                | 5º colocado no Campeonato Brasileiro Série A 2016         | Segunda fase   |
| Brasil · (7 vagas + campeão da Sul-Americana) | Atlético Paranaense     | 6º colocado no Campeonato Brasileiro Série A 2016         | Segunda fase   |
| Chile · (4 vagas)                             | Universidad Católica    | Campeão do Torneo Clausura do Torneo Apertura 2016        | Fase de grupos |
| Chile · (4 vagas)                             | Deportes Iquique        | Vice-campeão do Torneo Apertura 2016                      | Fase de grupos |
| Chile · (4 vagas)                             | Colo-Colo               | Campeão da Copa Chile 2016                                | Segunda fase   |
| Chile · (4 vagas)                             | Unión Española          | Vencedor do duelo de vice-campeões da temporada 2016      | Segunda fase   |
| Colômbia · (4 vagas + atual campeão)          | Atlético Nacional       | Campeão da Copa Libertadores de 2016                      | Fase de grupos |
| Colômbia · (4 vagas + atual campeão)          | Independiente Medellín  | Campeão do Torneo Apertura 2016                           | Fase de grupos |
| Colômbia · (4 vagas + atual campeão)          | Santa Fe                | Campeão do Torneo Finalización 2016                       | Fase de grupos |
| Colômbia · (4 vagas + atual campeão)          | Millonarios             | Melhor pontuador da temporada 2016                        | Segunda fase   |
| Colômbia · (4 vagas + atual campeão)          | Junior de Barranquilla  | 2º melhor pontuador da temporada 2016                     | Segunda fase   |
| Equador · (4 vagas)                           | Barcelona de Guayaquil  | Campeão do Campeonato Equatoriano 2016                    | Fase de grupos |
| Equador · (4 vagas)                           | Emelec                  | Vice-campeão do Campeonato Equatoriano 2016               | Fase de grupos |
| Equador · (4 vagas)                           | El Nacional             | Melhor pontuação na temporada 2016                        | Segunda fase   |
| Equador · (4 vagas)                           | Independiente del Valle | 2ª melhor pontuação na temporada 2016                     | Primeira fase  |
| Paraguai · (4 vagas)                          | Libertad                | Campeão do Campeonato Paraguaio 2016 com melhor pontuação | Fase de grupos |
| Paraguai · (4 vagas)                          | Guaraní                 | Campeão do Campeonato Paraguaio 2016 com pior pontuação   | Fase de grupos |
| Paraguai · (4 vagas)                          | Olimpia                 | Melhor pontuação na temporada 2016                        | Segunda fase   |
| Paraguai · (4 vagas)                          | Deportivo Capiatá       | 2ª melhor pontuação na temporada 2016                     | Primeira fase  |
| Peru · (4 vagas)                              | Sporting Cristal        | Campeão do Campeonato Descentralizado 2016                | Fase de grupos |
| Peru · (4 vagas)                              | Melgar                  | Vice-campeão do Campeonato Descentralizado 2016           | Fase de grupos |
| Peru · (4 vagas)                              | Universitario           | 3º colocado no Campeonato Descentralizado 2016            | Segunda fase   |
| Peru · (4 vagas)                              | Deportivo Municipal     | 4º colocado no Campeonato Descentralizado 2016            | Primeira fase  |
| Uruguai · (4 vagas)                           | Peñarol                 | Campeão do Campeonato Uruguaio 2015–16                    | Fase de grupos |
| Uruguai · (4 vagas)                           | Nacional                | Vice-campeão do Campeonato Uruguaio 2015–16               | Fase de grupos |
| Uruguai · (4 vagas)                           | Cerro                   | Melhor pontuação na temporada 2015–16                     | Segunda fase   |
| Uruguai · (4 vagas)                           | Montevideo Wanderers    | 2º colocado do Torneo de Transición 2016                  | Primeira fase  |
| Venezuela · (4 vagas)                         | Zamora                  | Campeão do Campeonato Venezuelano 2015–16                 | Fase de grupos |
| Venezuela · (4 vagas)                         | Zulia                   | Vice-campeão do Campeonato Venezuelano 2015–16            | Fase de grupos |
| Venezuela · (4 vagas)                         | Carabobo                | Melhor pontuação na temporada 2015–16                     | Segunda fase   |
| Venezuela · (4 vagas)                         | Deportivo Táchira       | 2ª melhor pontuação na temporada 2015–16                  | Primeira fase  |

## Calendário
O calendário de cada fase foi divulgado em 21 de dezembro de 2016 e compreende as seguintes datas:
| Fase             | Ida                            | Volta                         |
| ---------------- | ------------------------------ | ----------------------------- |
| Primeira fase    | 23 de janeiro                  | 27 de janeiro                 |
| Segunda fase     | 31 de janeiro a 2 de fevereiro | 7 a 9 de fevereiro            |
| Terceira fase    | 15 e 16 de fevereiro           | 22 e 23 de fevereiro          |
| Fase de grupos   | 7 de março a 25 de maio        | 7 de março a 25 de maio       |
| Oitavas de final | 4 a 6 de julho                 | 8 a 10 de agosto              |
| Quartas de final | 12 a 14 de setembro            | 19 a 21 de setembro           |
| Semifinais       | 24 a 26 de outubro             | 31 de outubro a 2 de novembro |
| Finais           | 22 de novembro                 | 29 de novembro                |

## Sorteio
O sorteio aconteceu no dia 21 de dezembro, no Centro de Convenções da CONMEBOL em Luque, Paraguai.
Seguindo o ranking de clubes da CONMEBOL, a distribuição das equipes através dos potes se deu da seguinte maneira (entre parênteses a posição do clube no ranking):
|                | Pote 1 | Pote 1 | Pote 2 | Pote 2 |
| -------------- | --- | --- | --- | --- |
| Primeira fase  | - Independiente del Valle (24) - Deportivo Táchira (43) - Montevideo Wanderers (63)                                                                                 | - Independiente del Valle (24) - Deportivo Táchira (43) - Montevideo Wanderers (63)                                                                                 | - Universitario de Sucre (68) - Deportivo Capiatá (–) - Deportivo Municipal (–)                                                                                                 | - Universitario de Sucre (68) - Deportivo Capiatá (–) - Deportivo Municipal (–) |
|                | Pote 1 | Pote 1 | Pote 2 | Pote 2 |
| Segunda fase   | - Olimpia (10) - Colo-Colo (23) - The Strongest (28) - Universitario (40) - Unión Española (46) - Junior de Barranquilla (56) - Millonarios (62) - El Nacional (65) | - Olimpia (10) - Colo-Colo (23) - The Strongest (28) - Universitario (40) - Unión Española (46) - Junior de Barranquilla (56) - Millonarios (62) - El Nacional (65) | - Atlético Paranaense (71) - Botafogo (79) - Cerro (106) - Atlético Tucumán (–) - Carabobo (–) - Vencedor primeira fase 1 - Vencedor primeira fase 2 - Vencedor primeira fase 3 | - Atlético Paranaense (71) - Botafogo (79) - Cerro (106) - Atlético Tucumán (–) - Carabobo (–) - Vencedor primeira fase 1 - Vencedor primeira fase 2 - Vencedor primeira fase 3    |
|                | Pote 1 | Pote 2 | Pote 3 | Pote 4 |
| Fase de grupos | - Atlético Nacional (3) (CL) - River Plate (2) - Nacional (4) - Peñarol (5) - Atlético Mineiro (9) - Grêmio (12) - San Lorenzo (14) - Santos (15)                   | - Chapecoense (–) (CS) - Estudiantes (17) - Emelec (18) - Libertad (21) - Santa Fe (22) - Palmeiras (25) - Universidad Católica (30) - Guaraní (34)                 | - Sporting Cristal (35) - Flamengo (37) - Barcelona de Guayaquil (39) - Lanús (42) - Zamora (66) - Jorge Wilstermann (75) - Independiente Medellín (77) - Godoy Cruz (88)       | - Melgar (104) - Deportes Iquique (115) - Sport Boys (162) - Zulia (–) - Vencedor terceira fase 1 - Vencedor terceira fase 2 - Vencedor terceira fase 3 - Vencedor terceira fase 4 |

## Fases preliminares

### Primeira fase
A primeira fase foi disputada por seis equipes provenientes de Bolívia, Equador, Paraguai, Peru, Uruguai e Venezuela, em partidas eliminatórias de ida e volta. Em caso de empate no placar agregado, a regra do gol fora de casa seria considerada e, persistindo a igualdade, a vaga seria definida na disputa por pênaltis. Os confrontos desta fase foram definidos através de sorteio.
| Chave | Equipe 1               | Total | Equipe 2                | Ida | Volta |
| ----- | ---------------------- | ----- | ----------------------- | --- | ----- |
| E1    | Universitario de Sucre | 5–7   | Montevideo Wanderers    | 3–2 | 2–5   |
| E2    | Deportivo Municipal    | 2–3   | Independiente del Valle | 0–1 | 2–2   |
| E3    | Deportivo Capiatá      | 1–0   | Deportivo Táchira       | 1–0 | 0–0   |

### Segunda fase
A segunda fase foi disputada por 16 equipes, sendo 13 delas provenientes de Argentina, Bolívia, Brasil, Chile, Colômbia, Equador, Paraguai, Peru, Uruguai e Venezuela, mais os três vencedores da fase anterior, em partidas eliminatórias de ida e volta. Em caso de empate no placar agregado, a regra do gol fora de casa seria considerada e, persistindo a igualdade, a vaga seria definida na disputa por pênaltis. Os confrontos desta fase foram definidos através de sorteio.
| Chave | Equipe 1                | Total       | Equipe 2               | Ida | Volta |
| ----- | ----------------------- | ----------- | ---------------------- | --- | ----- |
| C1    | Atlético Paranaense     | 1–1 (4–2 p) | Millonarios            | 1–0 | 0–1   |
| C2    | Botafogo                | 3–2         | Colo-Colo              | 2–1 | 1–1   |
| C3    | Cerro                   | 2–5         | Unión Española         | 2–3 | 0–2   |
| C4    | Carabobo                | 0–4         | Junior de Barranquilla | 0–1 | 0–3   |
| C5    | Atlético Tucumán        | 3–2         | El Nacional            | 2–2 | 1–0   |
| C6    | Montevideo Wanderers    | 0–6         | The Strongest          | 0–2 | 0–4   |
| C7    | Independiente del Valle | 2–3         | Olimpia                | 1–0 | 1–3   |
| C8    | Deportivo Capiatá       | 4–3         | Universitario          | 1–3 | 3–0   |

### Terceira fase
A terceira fase foi disputada pelas oito equipes vencedoras da fase anterior, com o caminho predefinido entre a primeira e a última chave, assim, sucessivamente, em partidas eliminatórias de ida e volta. Em caso de empate no placar agregado, a regra do gol fora de casa seria considerada e, persistindo a igualdade, a vaga seria definida na disputa por pênaltis. Os vencedores da cada confronto classificaram-se à fase de grupos.
| Chave | Equipe 1               | Total       | Equipe 2          | Ida | Volta |
| ----- | ---------------------- | ----------- | ----------------- | --- | ----- |
| G1    | Atlético Paranaense    | 4–3         | Deportivo Capiatá | 3–3 | 1–0   |
| G2    | Botafogo               | 1–1 (3–1 p) | Olimpia           | 1–0 | 0–1   |
| G3    | Unión Española         | 1–6         | The Strongest     | 1–1 | 0–5   |
| G4    | Junior de Barranquilla | 2–3         | Atlético Tucumán  | 1–0 | 1–3   |

### Classificação à Copa Sul-Americana
As duas melhores equipes entre as derrotadas na terceira fase foram transferidas para a segunda fase da Copa Sul-Americana 2017. Apenas partidas disputadas na terceira fase foram contabilizadas para este ranking.
| Equipe                 | Pts | J | V | E | D | GP | GC | SG | Qualificação       |
| ---------------------- | --- | - | - | - | - | -- | -- | -- | ------------------ |
| Olimpia                | 3   | 2 | 1 | 0 | 1 | 1  | 1  | 0  | Copa Sul-Americana |
| Junior de Barranquilla | 3   | 2 | 1 | 0 | 1 | 2  | 3  | –1 | Copa Sul-Americana |
| Deportivo Capiatá      | 1   | 2 | 0 | 1 | 1 | 3  | 4  | –1 | Eliminados         |
| Unión Española         | 1   | 2 | 0 | 1 | 1 | 1  | 6  | –5 | Eliminados         |

## Fase de grupos
Os vencedores e os segundos classificados de cada grupo avançaram para as oitavas de final, enquanto os terceiros colocados foram transferidos para a Copa Sul-Americana de 2017.
| Legenda | Legenda                                                   |
| ------- | --------------------------------------------------------- |
|         | Classificados à fase final                                |
|         | Transferidos à segunda fase da Copa Sul-Americana de 2017 |
|         | Eliminados                                                |

### Grupo 1
| Pos | Equipe                 | Pts | J | V | E | D | GP | GC | SG | Classificado               |  | BOT | BAR | EST | ATN |
| --- | ---------------------- | --- | - | - | - | - | -- | -- | -- | -------------------------- |  | --- | --- | --- | --- |
| 1   | Botafogo               | 10  | 6 | 3 | 1 | 2 | 6  | 5  | +1 | Fase final                 |  | —   | 0–2 | 2–1 | 1–0 |
| 2   | Barcelona de Guayaquil | 10  | 6 | 3 | 1 | 2 | 8  | 8  | 0  | Fase final                 |  | 1–1 | —   | 0–3 | 2–1 |
| 3   | Estudiantes            | 9   | 6 | 3 | 0 | 3 | 7  | 8  | −1 | Play-offs da Sul-Americana |  | 1–0 | 0–2 | —   | 1–0 |
| 4   | Atlético Nacional      | 6   | 6 | 2 | 0 | 4 | 8  | 8  | 0  |                            |  | 0–2 | 3–1 | 4–1 | —   |

### Grupo 2
| Pos | Equipe           | Pts | J | V | E | D | GP | GC | SG  | Classificado               |  | SAN | STR | SFE | CRI |
| --- | ---------------- | --- | - | - | - | - | -- | -- | --- | -------------------------- |  | --- | --- | --- | --- |
| 1   | Santos           | 12  | 6 | 3 | 3 | 0 | 11 | 4  | +7  | Fase final                 |  | —   | 2–0 | 3–2 | 4–0 |
| 2   | The Strongest    | 9   | 6 | 2 | 3 | 1 | 9  | 5  | +4  | Fase final                 |  | 1–1 | —   | 2–0 | 5–1 |
| 3   | Santa Fe         | 8   | 6 | 2 | 2 | 2 | 8  | 6  | +2  | Play-offs da Sul-Americana |  | 0–0 | 1–1 | —   | 3–0 |
| 4   | Sporting Cristal | 2   | 6 | 0 | 2 | 4 | 2  | 15 | −13 |                            |  | 1–1 | 0–0 | 0–2 | —   |

### Grupo 3
| Pos | Equipe                 | Pts | J | V | E | D | GP | GC | SG | Classificado               |  | RIV | EME | DIM | MEL |
| --- | ---------------------- | --- | - | - | - | - | -- | -- | -- | -------------------------- |  | --- | --- | --- | --- |
| 1   | River Plate            | 13  | 6 | 4 | 1 | 1 | 14 | 9  | +5 | Fase final                 |  | —   | 1–1 | 1–2 | 4–2 |
| 2   | Emelec                 | 10  | 6 | 3 | 1 | 2 | 8  | 5  | +3 | Fase final                 |  | 1–2 | —   | 1–0 | 3–0 |
| 3   | Independiente Medellín | 9   | 6 | 3 | 0 | 3 | 8  | 8  | 0  | Play-offs da Sul-Americana |  | 1–3 | 1–2 | —   | 2–0 |
| 4   | Melgar                 | 3   | 6 | 1 | 0 | 5 | 6  | 14 | −8 |                            |  | 2–3 | 1–0 | 1–2 | —   |

### Grupo 4
| Pos | Equipe               | Pts | J | V | E | D | GP | GC | SG | Classificado               |  | SLA | CAP | FLA | UCA |
| --- | -------------------- | --- | - | - | - | - | -- | -- | -- | -------------------------- |  | --- | --- | --- | --- |
| 1   | San Lorenzo          | 10  | 6 | 3 | 1 | 2 | 8  | 8  | 0  | Fase final                 |  | —   | 0–1 | 2–1 | 2–1 |
| 2   | Atlético Paranaense  | 10  | 6 | 3 | 1 | 2 | 9  | 10 | −1 | Fase final                 |  | 0–3 | —   | 2–1 | 2–2 |
| 3   | Flamengo             | 9   | 6 | 3 | 0 | 3 | 11 | 7  | +4 | Play-offs da Sul-Americana |  | 4–0 | 2–1 | —   | 3–1 |
| 4   | Universidad Católica | 5   | 6 | 1 | 2 | 3 | 8  | 11 | −3 |                            |  | 1–1 | 2–3 | 1–0 | —   |

### Grupo 5
| Pos | Equipe            | Pts | J | V | E | D | GP | GC | SG | Classificado               |  | PAL | WIL | ATU | PEN |
| --- | ----------------- | --- | - | - | - | - | -- | -- | -- | -------------------------- |  | --- | --- | --- | --- |
| 1   | Palmeiras         | 13  | 6 | 4 | 1 | 1 | 13 | 9  | +4 | Fase final                 |  | —   | 1–0 | 3–1 | 3–2 |
| 2   | Jorge Wilstermann | 9   | 6 | 3 | 0 | 3 | 12 | 10 | +2 | Fase final                 |  | 3–2 | —   | 2–1 | 6–2 |
| 3   | Atlético Tucumán  | 7   | 6 | 2 | 1 | 3 | 8  | 10 | −2 | Play-offs da Sul-Americana |  | 1–1 | 2–1 | —   | 2–1 |
| 4   | Peñarol           | 6   | 6 | 2 | 0 | 4 | 11 | 15 | −4 |                            |  | 2–3 | 2–0 | 2–1 | —   |

### Grupo 6
| Pos | Equipe           | Pts | J | V | E | D | GP | GC | SG  | Classificado               |  | CAM | GOD | LIB | SBO |
| --- | ---------------- | --- | - | - | - | - | -- | -- | --- | -------------------------- |  | --- | --- | --- | --- |
| 1   | Atlético Mineiro | 13  | 6 | 4 | 1 | 1 | 17 | 6  | +11 | Fase final                 |  | —   | 4–1 | 2–0 | 5–2 |
| 2   | Godoy Cruz       | 11  | 6 | 3 | 2 | 1 | 10 | 8  | +2  | Fase final                 |  | 1–1 | —   | 1–1 | 2–0 |
| 3   | Libertad         | 6   | 6 | 1 | 3 | 2 | 7  | 9  | −2  | Play-offs da Sul-Americana |  | 1–0 | 1–2 | —   | 1–1 |
| 4   | Sport Boys       | 2   | 6 | 0 | 2 | 4 | 8  | 19 | −11 |                            |  | 1–5 | 1–3 | 3–3 | —   |

### Grupo 7
| Pos | Equipe      | Pts | J | V | E | D | GP | GC | SG  | Classificado               |  | LAN | NAC | CHA | ZUL |
| --- | ----------- | --- | - | - | - | - | -- | -- | --- | -------------------------- |  | --- | --- | --- | --- |
| 1   | Lanús       | 13  | 6 | 4 | 1 | 1 | 13 | 3  | +10 | Fase final                 |  | —   | 0–1 | 3–0 | 5–0 |
| 2   | Nacional    | 8   | 6 | 2 | 2 | 2 | 5  | 3  | +2  | Fase final                 |  | 0–1 | —   | 3–0 | 0–1 |
| 3   | Chapecoense | 7   | 6 | 2 | 1 | 3 | 6  | 12 | −6  | Play-offs da Sul-Americana |  | 1–3 | 1–1 | —   | 2–1 |
| 4   | Zulia       | 5   | 6 | 1 | 2 | 3 | 4  | 10 | −6  |                            |  | 1–1 | 0–0 | 1–2 | —   |

1. ↑  A CONMEBOL concedeu ao Lanús uma vitória por 3 a 0 como resultado da Chapecoense colocar em campo o jogador inelegível Luiz Otávio.[29] A partida terminou originalmente em 1–2.

### Grupo 8
| Pos | Equipe           | Pts | J | V | E | D | GP | GC | SG  | Classificado               |  | GRE | GUA | DIQ | ZAM |
| --- | ---------------- | --- | - | - | - | - | -- | -- | --- | -------------------------- |  | --- | --- | --- | --- |
| 1   | Grêmio           | 13  | 6 | 4 | 1 | 1 | 15 | 6  | +9  | Fase final                 |  | —   | 4–1 | 3–2 | 4–0 |
| 2   | Guaraní          | 11  | 6 | 3 | 2 | 1 | 9  | 7  | +2  | Fase final                 |  | 1–1 | —   | 0–0 | 3–1 |
| 3   | Deportes Iquique | 10  | 6 | 3 | 1 | 2 | 12 | 9  | +3  | Play-offs da Sul-Americana |  | 2–1 | 0–1 | —   | 4–3 |
| 4   | Zamora           | 0   | 6 | 0 | 0 | 6 | 6  | 20 | −14 |                            |  | 0–2 | 1–3 | 1–4 | —   |

## Fase final
Após a definição das equipes classificadas da fase de grupos, o sorteio que definiu o chaveamento das oitavas de final até a final foi realizado em 14 de junho no Centro de Convenções da CONMEBOL em Luque, no Paraguai. Até a edição passada, os cruzamentos já eram predefinidos através da pontuação obtida na fase anterior. Agora, essa pontuação serve apenas para a definição dos mandos de campo até a final, com as equipes melhores posicionadas sempre realizando o jogo de volta como local.
Equipes classificadas
| Nº | Primeiros dos grupos | Pts | SG  | Gr. |
| -- | -------------------- | --- | --- | --- |
| 1  | Atlético Mineiro     | 13  | +11 | 6   |
| 2  | Lanús                | 13  | +10 | 7   |
| 3  | Grêmio               | 13  | +9  | 8   |
| 4  | River Plate          | 13  | +5  | 3   |
| 5  | Palmeiras            | 13  | +4  | 5   |
| 6  | Santos               | 12  | +7  | 2   |
| 7  | Botafogo             | 10  | +1  | 1   |
| 8  | San Lorenzo          | 10  | 0   | 4   |

| Nº | Segundos dos grupos    | Pts | SG | Gr. |
| -- | ---------------------- | --- | -- | --- |
| 9  | Godoy Cruz             | 11  | +2 | 6   |
| 10 | Guaraní                | 11  | +2 | 8   |
| 11 | Emelec                 | 10  | +3 | 3   |
| 12 | Barcelona de Guayaquil | 10  | 0  | 1   |
| 13 | Atlético Paranaense    | 10  | –1 | 4   |
| 14 | The Strongest          | 9   | +4 | 2   |
| 15 | Jorge Wilstermann      | 9   | +2 | 5   |
| 16 | Nacional               | 8   | +2 | 7   |

### Esquema
Em itálico, os times que possuem o mando de campo no primeiro jogo do confronto e em negrito os times classificados.
|  | Oitavas de final             | Oitavas de final          | Oitavas de final          | Oitavas de final          |       |                        | Quartas de final    | Quartas de final    | Quartas de final    | Quartas de final    |  |                        | Semifinais                    | Semifinais                    | Semifinais                    | Semifinais                    |        |   | Final               | Final               | Final               | Final               |
|  | 4 de julho a 10 de agosto    | 4 de julho a 10 de agosto | 4 de julho a 10 de agosto | 4 de julho a 10 de agosto |       |                        | 13 a 21 de setembro | 13 a 21 de setembro | 13 a 21 de setembro | 13 a 21 de setembro |  |                        | 24 de outubro a 1 de novembro | 24 de outubro a 1 de novembro | 24 de outubro a 1 de novembro | 24 de outubro a 1 de novembro |        |   | 22 e 29 de novembro | 22 e 29 de novembro | 22 e 29 de novembro | 22 e 29 de novembro |
|  |                              |                           |                           |                           |       |                        |                     |                     |                     |                     |  |                        |                               |                               |                               |                               |        |   |                     |                     |                     |                     |
|  | Barcelona de Guayaquil (pen) | 1                         | 0                         | 1 (5)                     |       |                        |                     |                     |                     |                     |  |                        |                               |                               |                               |                               |        |   |                     |                     |                     |                     |
|  | Palmeiras                    | 0                         | 1                         | 1 (4)                     |       |                        |                     |                     |                     |                     |  |                        |                               |                               |                               |                               |        |   |                     |                     |                     |                     |
|  | Palmeiras                    | 0                         | 1                         | 1 (4)                     |       | Barcelona de Guayaquil | 1                   | 1                   | 2                   |                     |  |                        |                               |                               |                               |                               |        |   |                     |                     |                     |                     |
|  |                              |                           |                           |                           |       | Barcelona de Guayaquil | 1                   | 1                   | 2                   |                     |  |                        |                               |                               |                               |                               |        |   |                     |                     |                     |                     |
|  |                              | Santos                    | 1                         | 0                         | 1     |                        |                     |                     |                     |                     |  |                        |                               |                               |                               |                               |        |   |                     |                     |                     |                     |
|  | Atlético Paranaense          | Santos                    | 1                         | 0                         | 1     | 2                      | 0                   | 2                   |                     |                     |  |                        |                               |                               |                               |                               |        |   |                     |                     |                     |                     |
|  | Atlético Paranaense          |                           |                           |                           |       | 2                      | 0                   | 2                   |                     |                     |  |                        |                               |                               |                               |                               |        |   |                     |                     |                     |                     |
|  | Santos                       | 3                         | 1                         | 4                         |       |                        |                     |                     |                     |                     |  |                        |                               |                               |                               |                               |        |   |                     |                     |                     |                     |
|  | Santos                       | 3                         | 1                         | 4                         |       |                        |                     |                     |                     |                     |  | Barcelona de Guayaquil | 0                             | 1                             | 1                             |                               |        |   |                     |                     |                     |                     |
|  |                              |                           |                           |                           |       |                        |                     |                     |                     |                     |  | Barcelona de Guayaquil | 0                             | 1                             | 1                             |                               |        |   |                     |                     |                     |                     |
|  |                              | Grêmio                    | 3                         | 0                         | 3     |                        |                     |                     |                     |                     |  |                        |                               |                               |                               |                               |        |   |                     |                     |                     |                     |
|  | Nacional                     | Grêmio                    | 3                         | 0                         | 3     | 0                      | 0                   | 0                   |                     |                     |  |                        |                               |                               |                               |                               |        |   |                     |                     |                     |                     |
|  | Nacional                     |                           |                           |                           |       | 0                      | 0                   | 0                   |                     |                     |  |                        |                               |                               |                               |                               |        |   |                     |                     |                     |                     |
|  | Botafogo                     | 1                         | 2                         | 3                         |       |                        |                     |                     |                     |                     |  |                        |                               |                               |                               |                               |        |   |                     |                     |                     |                     |
|  | Botafogo                     | 1                         | 2                         | 3                         |       | Botafogo               | 0                   | 0                   | 0                   |                     |  |                        |                               |                               |                               |                               |        |   |                     |                     |                     |                     |
|  |                              |                           |                           |                           |       | Botafogo               | 0                   | 0                   | 0                   |                     |  |                        |                               |                               |                               |                               |        |   |                     |                     |                     |                     |
|  |                              | Grêmio                    | 0                         | 1                         | 1     |                        |                     |                     |                     |                     |  |                        |                               |                               |                               |                               |        |   |                     |                     |                     |                     |
|  | Godoy Cruz                   | Grêmio                    | 0                         | 1                         | 1     | 0                      | 1                   | 1                   |                     |                     |  |                        |                               |                               |                               |                               |        |   |                     |                     |                     |                     |
|  | Godoy Cruz                   |                           |                           |                           |       | 0                      | 1                   | 1                   |                     |                     |  |                        |                               |                               |                               |                               |        |   |                     |                     |                     |                     |
|  | Grêmio                       | 1                         | 2                         | 3                         |       |                        |                     |                     |                     |                     |  |                        |                               |                               |                               |                               |        |   |                     |                     |                     |                     |
|  | Grêmio                       | 1                         | 2                         | 3                         |       |                        |                     |                     |                     |                     |  |                        |                               |                               |                               |                               | Grêmio | 1 | 2                   | 3                   |                     |                     |
|  |                              |                           |                           |                           |       |                        |                     |                     |                     |                     |  |                        |                               |                               |                               |                               |        | 1 | 2                   | 3                   |                     |                     |
|  |                              | Lanús                     | 0                         | 1                         | 1     |                        |                     |                     |                     |                     |  |                        |                               |                               |                               |                               |        |   |                     |                     |                     |                     |
|  | Jorge Wilstermann            | Lanús                     | 0                         | 1                         | 1     | 1                      | 0                   | 1                   |                     |                     |  |                        |                               |                               |                               |                               |        |   |                     |                     |                     |                     |
|  | Jorge Wilstermann            |                           |                           |                           |       | 1                      | 0                   | 1                   |                     |                     |  |                        |                               |                               |                               |                               |        |   |                     |                     |                     |                     |
|  | Atlético Mineiro             | 0                         | 0                         | 0                         |       |                        |                     |                     |                     |                     |  |                        |                               |                               |                               |                               |        |   |                     |                     |                     |                     |
|  | Atlético Mineiro             | 0                         | 0                         | 0                         |       | Jorge Wilstermann      | 3                   | 0                   | 3                   |                     |  |                        |                               |                               |                               |                               |        |   |                     |                     |                     |                     |
|  |                              |                           |                           |                           |       | Jorge Wilstermann      | 3                   | 0                   | 3                   |                     |  |                        |                               |                               |                               |                               |        |   |                     |                     |                     |                     |
|  |                              | River Plate               | 0                         | 8                         | 8     |                        |                     |                     |                     |                     |  |                        |                               |                               |                               |                               |        |   |                     |                     |                     |                     |
|  | Guaraní                      | River Plate               | 0                         | 8                         | 8     | 0                      | 1                   | 1                   |                     |                     |  |                        |                               |                               |                               |                               |        |   |                     |                     |                     |                     |
|  | Guaraní                      |                           |                           |                           |       | 0                      | 1                   | 1                   |                     |                     |  |                        |                               |                               |                               |                               |        |   |                     |                     |                     |                     |
|  | River Plate                  | 2                         | 1                         | 3                         |       |                        |                     |                     |                     |                     |  |                        |                               |                               |                               |                               |        |   |                     |                     |                     |                     |
|  | River Plate                  | 2                         | 1                         | 3                         |       |                        |                     |                     |                     |                     |  | River Plate            | 1                             | 2                             | 3                             |                               |        |   |                     |                     |                     |                     |
|  |                              |                           |                           |                           |       |                        |                     |                     |                     |                     |  | River Plate            | 1                             | 2                             | 3                             |                               |        |   |                     |                     |                     |                     |
|  |                              | Lanús                     | 0                         | 4                         | 4     |                        |                     |                     |                     |                     |  |                        |                               |                               |                               |                               |        |   |                     |                     |                     |                     |
|  | Emelec                       | Lanús                     | 0                         | 4                         | 4     | 0                      | 1                   | 1 (4)               |                     |                     |  |                        |                               |                               |                               |                               |        |   |                     |                     |                     |                     |
|  | Emelec                       |                           |                           |                           |       | 0                      | 1                   | 1 (4)               |                     |                     |  |                        |                               |                               |                               |                               |        |   |                     |                     |                     |                     |
|  | San Lorenzo (pen)            | 1                         | 0                         | 1 (5)                     |       |                        |                     |                     |                     |                     |  |                        |                               |                               |                               |                               |        |   |                     |                     |                     |                     |
|  | San Lorenzo (pen)            | 1                         | 0                         | 1 (5)                     |       | San Lorenzo            | 2                   | 0                   | 2 (3)               |                     |  |                        |                               |                               |                               |                               |        |   |                     |                     |                     |                     |
|  |                              |                           |                           |                           |       | San Lorenzo            | 2                   | 0                   | 2 (3)               |                     |  |                        |                               |                               |                               |                               |        |   |                     |                     |                     |                     |
|  |                              | Lanús (pen)               | 0                         | 2                         | 2 (4) |                        |                     |                     |                     |                     |  |                        |                               |                               |                               |                               |        |   |                     |                     |                     |                     |
|  | The Strongest                | Lanús (pen)               | 0                         | 2                         | 2 (4) | 1                      | 0                   | 1                   |                     |                     |  |                        |                               |                               |                               |                               |        |   |                     |                     |                     |                     |
|  | The Strongest                |                           |                           |                           |       | 1                      | 0                   | 1                   |                     |                     |  |                        |                               |                               |                               |                               |        |   |                     |                     |                     |                     |
|  | Lanús                        | 1                         | 1                         | 2                         |       |                        |                     |                     |                     |                     |  |                        |                               |                               |                               |                               |        |   |                     |                     |                     |                     |

### Final
Jogo de ida
| 22 de novembro | Grêmio     | 1 – 0     | Lanús | Arena do Grêmio, Porto Alegre               |
| 21:45 (UTC−2)  | Cícero 82' | Relatório |       | Público: 55 188 Árbitro: CHI Julio Bascuñán |

Jogo de volta
| 29 de novembro | Lanús          | 1 – 2     | Grêmio                     | Estádio La Fortaleza, Lanús                                     |
| 20:45 (UTC−3)  | Sand 71' (pen) | Relatório | Fernandinho 26' · Luan 41' | Público: 45 000[carece de fontes?] Árbitro: PAR Enrique Cáceres |

## Premiação
| Copa Libertadores da América de 2017 |
| Brasil                               |
| ------------------------------------ |
| GRÊMIO Campeão (3° título)           |

## Estatísticas
| Jogador             | Equipe                 | Gols |
| ------------------- | ---------------------- | ---- |
| José Sand           | Lanús                  | 9    |
| Alejandro Chumacero | The Strongest          | 8    |
| Luan                | Grêmio                 | 8    |
| Ignacio Scocco      | River Plate            | 8    |
| Fred                | Atlético Mineiro       | 6    |
| Jonathan Álvez      | Barcelona de Guayaquil | 6    |
| Lucas Barrios       | Grêmio                 | 6    |

| Jogador              | Equipe        | Assis. |
| -------------------- | ------------- | ------ |
| Lucas Lima           | Santos        | 6      |
| Matías Alonso        | The Strongest | 5      |
| Pablo Daniel Escobar | The Strongest | 5      |
| Alejandro Silva      | Lanús         | 4      |
| Marcos Mondaini      | Emelec        | 4      |

### Hat-tricks
| Jogador       | Clube  | Adversário | Placar | Data        | Ref.   |
| ------------- | ------ | ---------- | ------ | ----------- | ------ |
| Lucas Barrios | Grêmio | Guaraní    | 4–1    | 27 de abril | [ 35 ] |

### Poker-tricks
| Jogador | Clube            | Adversário | Placar | Data        | Ref.   |
| ------- | ---------------- | ---------- | ------ | ----------- | ------ |
| Fred    | Atlético Mineiro | Sport Boys | 5–2    | 13 de abril | [ 36 ] |

### Manita
| Jogador        | Clube       | Adversário        | Placar | Data           | Ref.   |
| -------------- | ----------- | ----------------- | ------ | -------------- | ------ |
| Ignacio Scocco | River Plate | Jorge Wilstermann | 8–0    | 21 de setembro | [ 37 ] |

## Maiores públicos
Esses são os dez maiores públicos do campeonato:[carece de fontes?]
| Nº | Público | Mandante               | Placar | Visitante              | Estádio                 | Data           | Fase      | Ref.   |
| -- | ------- | ---------------------- | ------ | ---------------------- | ----------------------- | -------------- | --------- | ------ |
| 1  | 60 989  | Flamengo               | 3–1    | Universidad Católica   | Maracanã                | 3 de maio      | Grupo 4   | [ 38 ] |
| 2  | 60 089  | Flamengo               | 4–0    | San Lorenzo            | Maracanã                | 8 de março     | Grupo 4   | [ 39 ] |
| 3  | 58 558  | Flamengo               | 2–1    | Atlético Paranaense    | Maracanã                | 12 de abril    | Grupo 4   | [ 40 ] |
| 4  | 55 188  | Grêmio                 | 1–0    | Lanús                  | Arena do Grêmio         | 22 de novembro | Final     | [ 32 ] |
| 5  | 55 000  | River Plate            | 8–0    | Jorge Wilstermann      | Monumental de Núñez     | 21 de setembro | Quartas   |        |
| 5  | 55 000  | River Plate            | 1–0    | Lanús                  | Monumental de Núñez     | 24 de outubro  | Semifinal |        |
| 7  | 54 128  | Grêmio                 | 0–1    | Barcelona de Guayaquil | Arena do Grêmio         | 1 de novembro  | Semifinal | [ 41 ] |
| 8  | 52 500  | Barcelona de Guayaquil | 0–3    | Grêmio                 | Monumental de Barcelona | 25 de outubro  | Semifinal |        |
| 9  | 50 517  | Grêmio                 | 1–0    | Botafogo               | Arena do Grêmio         | 20 de setembro | Quartas   | [ 42 ] |
| 10 | 50 000  | River Plate            | 1–1    | Guaraní                | Monumental de Núñez     | 8 de agosto    | Oitavas   |        |

## Classificação geral
Oficialmente a CONMEBOL não reconhece uma classificação geral de participantes na Copa Libertadores. A tabela a seguir classifica as equipes de acordo com a fase alcançada e considerando os critérios de desempate.
| Campeão                         |                        |    |    |    |   |   |    |    |     |
| 1                               | Grêmio                 | 32 | 14 | 10 | 2 | 2 | 25 | 9  | +16 |
| Vice-campeão                    |                        |    |    |    |   |   |    |    |     |
| 2                               | Lanús                  | 23 | 14 | 7  | 2 | 5 | 23 | 12 | +11 |
| Eliminados nas semifinais       |                        |    |    |    |   |   |    |    |     |
| 3                               | River Plate            | 23 | 12 | 7  | 2 | 3 | 28 | 17 | +11 |
| 4                               | Barcelona de Guayaquil | 20 | 12 | 6  | 2 | 4 | 12 | 13 | –1  |
| Eliminados nas quartas de final |                        |    |    |    |   |   |    |    |     |
| 5                               | Botafogo               | 24 | 14 | 7  | 3 | 4 | 13 | 9  | +4  |
| 6                               | Santos                 | 19 | 10 | 5  | 4 | 1 | 16 | 8  | +8  |
| 7                               | San Lorenzo            | 16 | 10 | 5  | 1 | 4 | 11 | 11 | 0   |
| 8                               | Jorge Wilstermann      | 16 | 10 | 5  | 1 | 4 | 16 | 18 | –2  |
| Eliminados na oitavas de final  |                        |    |    |    |   |   |    |    |     |
| 9                               | The Strongest          | 20 | 12 | 5  | 5 | 2 | 22 | 8  | +14 |
| 10                              | Atlético Paranaense    | 17 | 12 | 5  | 2 | 5 | 16 | 18 | –2  |
| 11                              | Palmeiras              | 16 | 8  | 5  | 1 | 2 | 14 | 10 | +4  |
| 12                              | Atlético Mineiro       | 14 | 8  | 4  | 2 | 2 | 17 | 7  | +10 |
| 13                              | Emelec                 | 13 | 8  | 4  | 1 | 3 | 9  | 6  | +3  |
| 14                              | Guaraní                | 12 | 8  | 3  | 3 | 2 | 10 | 10 | 0   |
| 15                              | Godoy Cruz             | 11 | 8  | 3  | 2 | 3 | 11 | 11 | 0   |
| 16                              | Nacional               | 8  | 8  | 2  | 2 | 4 | 5  | 6  | –1  |
| Eliminados na fase de grupos    |                        |    |    |    |   |   |    |    |     |
| 17                              | Atlético Tucumán       | 14 | 10 | 4  | 2 | 4 | 14 | 14 | 0   |
| 18                              | Deportes Iquique       | 10 | 6  | 3  | 1 | 2 | 12 | 9  | +3  |
| 19                              | Flamengo               | 9  | 6  | 3  | 0 | 3 | 11 | 7  | +4  |
| 20                              | Independiente Medellín | 9  | 6  | 3  | 0 | 3 | 8  | 8  | 0   |
| 21                              | Estudiantes            | 9  | 6  | 3  | 0 | 3 | 7  | 8  | –1  |
| 22                              | Santa Fe               | 8  | 6  | 2  | 2 | 2 | 8  | 6  | +2  |
| 23                              | Chapecoense            | 7  | 6  | 2  | 1 | 3 | 6  | 12 | –6  |
| 24                              | Atlético Nacional      | 6  | 6  | 2  | 0 | 4 | 8  | 8  | 0   |

| Eliminados na fase de grupos |                         |     |   |   |   |   |    |    |     |
| Pos                          | Times                   | Pts | J | V | E | D | GP | GC | SG  |
| 25                           | Libertad                | 6   | 6 | 1 | 3 | 2 | 7  | 9  | –2  |
| 26                           | Peñarol                 | 6   | 6 | 2 | 0 | 4 | 11 | 15 | –4  |
| 27                           | Universidad Católica    | 5   | 6 | 1 | 2 | 3 | 8  | 11 | –3  |
| 28                           | Zulia                   | 5   | 6 | 1 | 2 | 3 | 4  | 10 | –6  |
| 29                           | Melgar                  | 3   | 6 | 1 | 0 | 5 | 6  | 14 | –8  |
| 30                           | Sport Boys              | 2   | 6 | 0 | 2 | 4 | 8  | 19 | –11 |
| 31                           | Sporting Cristal        | 2   | 6 | 0 | 2 | 4 | 2  | 15 | –13 |
| 32                           | Zamora                  | 0   | 6 | 0 | 0 | 6 | 6  | 20 | –14 |
| Eliminados na terceira fase  |                         |     |   |   |   |   |    |    |     |
| 33                           | Junior de Barranquilla  | 9   | 4 | 3 | 0 | 1 | 6  | 3  | +3  |
| 34                           | Deportivo Capiatá       | 8   | 6 | 2 | 2 | 2 | 8  | 7  | +1  |
| 35                           | Unión Española          | 7   | 4 | 2 | 1 | 1 | 6  | 8  | –2  |
| 36                           | Olimpia                 | 6   | 4 | 2 | 0 | 2 | 4  | 3  | +1  |
| Eliminados na segunda fase   |                         |     |   |   |   |   |    |    |     |
| 37                           | Independiente del Valle | 7   | 4 | 2 | 1 | 1 | 5  | 5  | 0   |
| 38                           | Millonarios             | 3   | 2 | 1 | 0 | 1 | 1  | 1  | 0   |
| 39                           | Universitario           | 3   | 2 | 1 | 0 | 1 | 3  | 4  | –1  |
| 40                           | Montevideo Wanderers    | 3   | 4 | 1 | 0 | 3 | 7  | 11 | –4  |
| 41                           | Colo-Colo               | 1   | 2 | 0 | 1 | 1 | 2  | 3  | –1  |
| 41                           | El Nacional             | 1   | 2 | 0 | 1 | 1 | 2  | 3  | –1  |
| 43                           | Cerro                   | 0   | 2 | 0 | 0 | 2 | 2  | 5  | –3  |
| 44                           | Carabobo                | 0   | 2 | 0 | 0 | 2 | 0  | 4  | –4  |
| Eliminados na primeira fase  |                         |     |   |   |   |   |    |    |     |
| 45                           | Universitario de Sucre  | 3   | 2 | 1 | 0 | 1 | 5  | 7  | –2  |
| 46                           | Deportivo Municipal     | 1   | 2 | 0 | 1 | 1 | 2  | 3  | –1  |
| 47                           | Deportivo Táchira       | 1   | 2 | 0 | 1 | 1 | 0  | 1  | –1  |

|  |                                                           |
|  | Classificado à Copa do Mundo de Clubes da FIFA de 2017    |
|  | Transferidos à segunda fase da Copa Sul-Americana de 2017 |